# Сезар (кинопремия, 2021)
46-я церемония вручения наград премии «Сезар» за заслуги в области французского кинематографа за 2020 год состоялась 12 марта 2021 года в концертном зале «Олимпия» (Париж, Франция).
Церемония транслировалась в прямом эфире на Canal+, её ведущей выступила актриса театра и кино Марина Фоис.

## Список лауреатов и номинантов
Количество номинаций:
- 13: «Что мы говорим, что мы делаем»
- 12: «Счастливо оставаться» / «Лето 85»
- 8: «Антуанетта в Севенне»
- 6: «Девочки»
- 5: «Как быть хорошей женой»
- 4: «ДНК» / «Ты и я »
- 3: «Генерал де Голль»
- 2: «Девушка с браслетом» / «Милашки» / «Ночью» / «Просто черный»

### Основные категории
• Лауреаты выделены отдельным цветом. 
| Категории                                  | Лауреаты и номинанты |
| ------------------------------------------ | --- |
| Лучший фильм                               | • Счастливо оставаться / Adieu les cons (режиссёр: Альбер Дюпонтель)                                                                                      |
| Лучший фильм                               | • Девочки / Adolescentes (режиссёр: Себастьен Лифшиц) |
| Лучший фильм                               | • Антуанетта в Севенне / Antoinette dans les Cévennes (режиссёр: Каролин Виньяль)                                                                         |
| Лучший фильм                               | • Что мы говорим, что мы делаем / Les Choses qu'on dit, les choses qu'on fait (режиссёр: Эмманюэль Муре)                                                  |
| Лучший фильм                               | • Лето 85 / Été 85 (режиссёр: Франсуа Озон) |
| Лучшая режиссура                           | • Альбер Дюпонтель — «Счастливо оставаться» |
| Лучшая режиссура                           | • Франсуа Озон — «Лето 85» |
| Лучшая режиссура                           | • Майвенн — «ДНК» |
| Лучшая режиссура                           | • Себастьен Лифшиц — «Девочки» |
| Лучшая режиссура                           | • Эмманюэль Муре — «Что мы говорим, что мы делаем» |
| Лучший актёр                               | • Сами Буажила — «Bik Eneich: Un fils» (за роль Фарис бин Юсуф)                                                                                           |
| Лучший актёр                               | • Жонатан Коэн — «Хочу ребёнка» (за роль Фредерика Жерара)                                                                                                |
| Лучший актёр                               | • Альбер Дюпонтель — «Счастливо оставаться» (за роль Жан-Баттиста Кюшаса)                                                                                 |
| Лучший актёр                               | • Нильс Шнайдер — «Что мы говорим, что мы делаем» (за роль Максима)                                                                                       |
| Лучший актёр                               | • Ламбер Вильсон — «Генерал де Голль» (за роль Шарля де Голля)                                                                                            |
| Лучшая актриса                             | • Лор Калами — «Антуанетта в Севенне» (за роль Антуанетты Лапуж)                                                                                          |
| Лучшая актриса                             | • Мартин Шевалье — «Ты и я » (за роль Маделин) |
| Лучшая актриса                             | • Виржини Эфира — «Счастливо оставаться» (за роль Сюз Траппе)                                                                                             |
| Лучшая актриса                             | • Камелия Жордана — «Что мы говорим, что мы делаем» (за роль Дафны)                                                                                       |
| Лучшая актриса                             | • Барбара Зукова — «Ты и я » (за роль Нины Дорн) |
| Лучший актёр второго плана                 | • Николя Марье — «Счастливо оставаться» (за роль Сержа Блина)                                                                                             |
| Лучший актёр второго плана                 | • Эдуар Бер — «Как быть хорошей женой» (за роль Андре Грюнвальда)                                                                                         |
| Лучший актёр второго плана                 | • Луи Гаррель — «ДНК» (за роль Франсуа) |
| Лучший актёр второго плана                 | • Бенжамен Лаверн — «Антуанетта в Севенне» (за роль Владимира)                                                                                            |
| Лучший актёр второго плана                 | • Венсан Макен — «Что мы говорим, что мы делаем» (за роль Франсуа)                                                                                        |
| Лучшая актриса второго плана               | • Эмили Декенн — «Что мы говорим, что мы делаем» (за роль Луизы)                                                                                          |
| Лучшая актриса второго плана               | • Фанни Ардан — «ДНК» (за роль Каролины) |
| Лучшая актриса второго плана               | • Валерия Бруни-Тедески — «Лето 85» (за роль матери Давида)                                                                                               |
| Лучшая актриса второго плана               | • Ноэми Львовски — «Как быть хорошей женой» (за роль Марии-Терезы)                                                                                        |
| Лучшая актриса второго плана               | • Иоланда Моро — «Как быть хорошей женой» (за роль Жильберты)                                                                                             |
| Самый многообещающий актёр                 | • Жан-Паскаль Зади (фр.) — «Просто черный» |
| Самый многообещающий актёр                 | • Хо Гуан — «Ночью» |
| Самый многообещающий актёр                 | • Феликс Лефевр (фр.) — «Лето 85» |
| Самый многообещающий актёр                 | • Бенжамен Вуазен (фр.) — «Лето 85» |
| Самый многообещающий актёр                 | • Alexandre Wetter (фр.) — «Miss» |
| Самая многообещающая актриса               | • Фатия Юсуф (фр.) — «Милашки» |
| Самая многообещающая актриса               | • Мелисса Герс (Байрами, Луана) — «Девушка с браслетом»                                                                                                   |
| Самая многообещающая актриса               | • Индия Хэйр (фр.) — «Рыбосекс» |
| Самая многообещающая актриса               | • Джулия Пьятон (фр.) — «Что мы говорим, что мы делаем»                                                                                                   |
| Самая многообещающая актриса               | • Камилль Рутерфорд (фр.) — «Счастье» |
| Лучший оригинальный сценарий               | • Альбер Дюпонтель — «Счастливо оставаться» |
| Лучший оригинальный сценарий               | • Кэролайн Виньяль — «Антуанетта в Севенне» |
| Лучший оригинальный сценарий               | • Эмманюэль Муре — «Что мы говорим, что мы делаем» |
| Лучший оригинальный сценарий               | • Malysone Bovorasmy (фр.) , Филиппо Менегетти (фр.) — «Ты и я»                                                                                           |
| Лучший оригинальный сценарий               | • Бенуа Делепин, Гюстав Керверн — «Удалить историю» |
| Лучший адаптированный сценарий             | • Стефан Демустье (фр.) — «Девушка с браслетом» |
| Лучший адаптированный сценарий             | • Оливье Ассаяс — «Афера в Майами» |
| Лучший адаптированный сценарий             | • Ханнелор Кайре (фр.), Жан-Поль Саломе (фр.) , — Крёстная мама                                                                                           |
| Лучший адаптированный сценарий             | • Франсуа Озон — «Лето 85» |
| Лучший адаптированный сценарий             | • Эрик Барбье (фр.) — «Маленькая страна» |
| Лучшая музыка к фильму                     | • Rone — «Ночью» |
| Лучшая музыка к фильму                     | • Кристоф Жюльен — «Счастливо оставаться» |
| Лучшая музыка к фильму                     | • Стивен Уорбек — «ДНК» |
| Лучшая музыка к фильму                     | • Mateï Bratescot — «Антуанетта в Севенне» |
| Лучшая музыка к фильму                     | • Жан-Бенуа Данкель — «Лето 85» |
| Лучший монтаж                              | • Тина Баз — «Девочки» |
| Лучший монтаж                              | • Кристоф Пинель — «Счастливо оставаться» |
| Лучший монтаж                              | • Аннетт Дютертри — «Антуанетта в Севенне» |
| Лучший монтаж                              | • Марсаль Саломон — «Что мы говорим, что мы делаем» |
| Лучший монтаж                              | • Лор Гердетт — «Лето 85» |
| Лучшая работа оператора                    | • Алексис Кавиршин — «Счастливо оставаться» |
| Лучшая работа оператора                    | • Поль Гийом, Антуан Парути — «Девочки» |
| Лучшая работа оператора                    | • Саймон Бофил — «Антуанетта в Севенне» |
| Лучшая работа оператора                    | • Лорен Десме (Любчански, Ирина) — «Что мы говорим, что мы делаем»                                                                                        |
| Лучшая работа оператора                    | • Ишаме Алауи — «Лето 85» |
| Лучшие декорации                           | • Карлос Конти — «Счастливо оставаться» |
| Лучшие декорации                           | • Тьери Франсуа — «Как быть хорошей женой» (Сирано. Успеть до премьеры)                                                                                   |
| Лучшие декорации                           | • Давид Фавр — «Что мы говорим, что мы делаем» |
| Лучшие декорации                           | • Николас де Буашиль — «Генерал Де Голль» |
| Лучшие декорации                           | • Бенуа Баро — «Лето 85» |
| Лучшие костюмы                             | • Маделин Фонтен — «Как быть хорошей женой» (Сирано. Успеть до премьеры)                                                                                  |
| Лучшие костюмы                             | • Мими Лемпика — «Счастливо оставаться» |
| Лучшие костюмы                             | • Хелен Давуадье — «Что мы говорим, что мы делаем» (фр.)                                                                                                  |
| Лучшие костюмы                             | • Паскалин Шаванн — «Лето 85» |
| Лучшие костюмы                             | • Анаис Роман — «Генерал Де Голль» |
| Лучший звук                                | • Йоланда Декарсе, Жанна Дельпланк, Фанни Мартин, Оливер Жёнар — «Девочки»                                                                                |
| Лучший звук                                | • Жан Минондо, Гурвал Коик-Галлас, Сирил Хольц — «Счастливо оставаться»                                                                                   |
| Лучший звук                                | • Гийом Валекс, Фред Демольдер, Жан-Поль Юрье — «Антуанетта в Севенне»                                                                                    |
| Лучший звук                                | • Максим Гаводан, Франсуа Мере, Жан-Поль Юрье — «Что мы говорим, что мы делаем» (фр.)                                                                     |
| Лучший звук                                | • Брижит Таиландье, Жюльен Ройг, Жан-Поль Юрье — «Лето 85»                                                                                                |
| Лучший дебютный фильм                      | • Ты и я / Deux (реж. Филиппо Менегетти (Диоп, Мати)) |
| Лучший дебютный фильм                      | • Тряпичный мальчик / Garçon chiffon (реж. Николя Мори (фр.)                                                                                              |
| Лучший дебютный фильм                      | • Милашки/ Mignonnes (реж. Маймуна Дукур (фр.) |
| Лучший дебютный фильм                      | • Просто черный / Tout simplement noir (реж. Жан-Паскаль Зади)                                                                                            |
| Лучший дебютный фильм                      | • Кушетка в Тунисе / Un divan à Tunis (реж. Manele Labidi)                                                                                                |
| Лучший полнометражный анимационный фильм   | • Хосеп / Josep (реж. Орель; продюсер: Серж Лалу, Jordi B. Oliva)                                                                                         |
| Лучший полнометражный анимационный фильм   | • Детство бедовой Марты Джейн Каннери / Calamity, une enfance de Martha Jane Cannary (реж. Реми Шайе; продюсеры: Cleland Jericca, Клаус Токсвиг Кьяэр)    |
| Лучший полнометражный анимационный фильм   | • Семейка монстров / Petit Vampire (реж. Жоанн Сфар; продюсер: Тьерри Бертье, Rodolphe Buet)                                                              |
| Лучший короткометражный анимационный фильм | • И был медведь / L'Heure de l'ours (реж. Аньес Патрон)                                                                                                   |
| Лучший короткометражный анимационный фильм | • Bach-Hông (реж. Эльза Дюамель) |
| Лучший короткометражный анимационный фильм | • L'Odyssée de Choum (реж. Julien Bisaro) |
| Лучший короткометражный анимационный фильм | • La Tête dans les orties (реж. Paul Cabon) |
| Лучший документальный фильм                | • Девочки / Adolescentes (реж. Себастьен Лифшиц) |
| Лучший документальный фильм                | • Галстук / La Cravate (реж. Этьен Шеллю, Матиас Тери) |
| Лучший документальный фильм                | • Сириль, фермер, 30 лет, 20 коров, молоко, масло, долги / Cyrille, agriculteur, 30 ans, 20 vaches, du lait, du beurre, des dettes (реж. Родольф Маркони) |
| Лучший документальный фильм                | • Histoire d'un regard (реж. Мариана Отенро) |
| Лучший документальный фильм                | • Un pays qui se tient sage (реж. David Dufresne) |
| Лучший короткометражный фильм              | • Qu'importe si les bêtes meurent (реж. Sofia Alaoui) |
| Лучший короткометражный фильм              | • Un adieu (реж. Mathilde Profit) |
| Лучший короткометражный фильм              | • Je serai parmi les amandiers (реж. Marie Le Floc'h) |
| Лучший короткометражный фильм              | • Baltringue (реж. Josza Anjembé) |
| Лучший короткометражный фильм              | • L'Aventure atomique (реж. Loïc Barché) |
| Лучший иностранный фильм                   | • Ещё по одной Drunk (Дания), реж. Томас Винтерберг |
| Лучший иностранный фильм                   | • 1917 (фильм) / 1917 (Великобритания), реж. Сэм Мендес                                                                                                   |
| Лучший иностранный фильм                   | • Тело Христово / La Communion (Польша), реж. Ян Комаса                                                                                                   |
| Лучший иностранный фильм                   | • Тёмные воды / Dark Waters (США), реж. Тодд Хейнс |
| Лучший иностранный фильм                   | • Август в Мадриде / Eva en août (Испания), реж. Хонас Труэба                                                                                             |